# Citheronia claveryi
Citheronia claveryi är en fjärilsart som beskrevs av Eugène Louis Bouvier 1924. Citheronia claveryi ingår i släktet Citheronia och familjen påfågelsspinnare. Inga underarter finns listade i Catalogue of Life.